# جين كلاين
جين كلاين (بالإنجليزية: Eugene V. Klein)‏ هو شخصية أعمال أمريكي، ولد في 29 يناير 1921 في ذا برونكس في الولايات المتحدة، وتوفي في 12 مارس 1990 في رانشو سنتا في ‏ في الولايات المتحدة.